# Atrapada entre dos homes
Atrapada entre dos homes (títol original: She's So Lovely) és una pel·lícula estatunidenca dirigida per Nick Cassavetes, estrenada l'any 1997. Ha estat doblada al català. John Cassavetes havia escrit el guió poc abans la seva mort per Sean Penn. És finalment el seu fill Nick Cassavetes qui dirigeix l'actor.

## Argument
Maureen i Eddie formen una parella turbulenta, que viu apassionadament la seva història amorosa, però Eddie té tendència a beure més del compte. Quan Maureen queda embarassada, pateix les insinuacions d'un veí brutal, que Eddie colpeja al tornar a casa. És internat llavors en un hospital psiquiàtric, per una durada de 10 anys. Quan és alliberat, Maureen és torna a casar amb Joey, amb qui té altres dos fills - a més de la filla de Eddie. La passió torna tanmateix entre Eddie i Maureen, espatllant la resta.

## Repartiment
- Sean Penn: Eddie Quinn
- Robin Wright Penn: Maureen Murphy Quinn
- John Travolta: Joey
- Harry Dean Stanton: Tony 'Shorty' Russo
- James Gandolfini: Kiefer
- Susan Traylor: Lucinda
- Debi Mazar: Georgie
- Bobby Cooper: Cooper
- John Marshall Jones: Leonard
- Chloe Webb: Nancy Swearingen
- James Soravilla: Avi
- Gena Rowlands: Jane Green
- Talia Shire: la propietària del restaurant

## Banda original
- It's Oh So Quiet, interpretat per Björk
- Get Up & Get Down, interpretat per The Dramatics
- Hollywood Liar, interpretat per Grace Jones
- I'm Not Perfect (But I'm Perfect for You), interpretat per Grace Jones
- Party Girl, interpretat per Grace Jones
- Rockin' Chair, interpretat per Gwen McCrae
- Somebody's Gettin' It, interpretat per Johnnie Taylor
- That's the Way (I Like It), interpretat per KC and the Sunshine Band
- It's De Lovely, interpretat per Psychotic Aztec
- The Toughest Whore in Babylon, interpretat per David Baerwald
- Semi-Charmed Life, interpretat per Third Eye Blind

## Rebuda
- Premi d'interpretació masculina per Sean Penn i Gran premi de la comissió superior tècnica per Thierry Arbogast, en el Festival de Canes 1997.
- 1997: Sindicat d'Actors (SAG): Nominada a Millor actriu (Robin Wright)
- Crítica: "Mostra una passió demencial, bella i devastadora... (...) curiosament té el mateix argument -o molt semblant- amb "La buena estrella", del mateix any"[3]